# Obelisc de Pedret
L'Obelisc de Pedret és una escultura pública de Girona inclosa a l'Inventari del Patrimoni Arquitectònic de Catalunya. És una piràmide de pedra amb la punta escantonada i amb una base cúbica amb motllures.

## Història
Al 1922, el barri restà malmès arran d'un aiguat del Ter. Aleshores s'edificà la barana de protecció, que s'ha tret fa poc degut a l'eixamplament del carrer, i per commemorar el fet s'aixecà l'obelisc. En principi estava situat al principi de la barana, però amb les obres se li ha habilitat una placeta.